# Papa Don't Preach
"Papa Don't Preach" é uma canção da artista musical estadunidense Madonna, contida em seu terceiro álbum de estúdio True Blue (1986). Foi composta pela própria em conjunto a Brian Eliot, e produzida pela mesma juntamente a Stephen Bray. A música também aparece remixada na compilação The Immaculate Collection, de 1990, e em sua forma original, em 2009, noutra compilação, Celebration. A faixa foi baseada em uma fofoca adolescente que Elliot ouviu do lado de fora do estúdio, que tem uma grande janela na parte da frente, onde alunas do North Hollywood High School, em Los Angeles, param para arrumar os cabelos e conversar.
"Papa Don't Preach" é uma música dance-pop com instrumentação de guitarras com cordas de aço, guitarras elétricas e guitarras rítmicas, instrumentos de teclas e instrumentos de cordas, e sua letra trata da gravidez na adolescência e do aborto. Lançada como o segundo single do álbum em meados de 1986, a música foi um sucesso comercial, vendendo cerca de 600 000 cópias somente no Reino Unido. Ela se tornou o quarto single de Madonna a alcançar a primeira posição da Billboard Hot 100, e teve também grande sucesso internacional, alcançando o topo das tabelas na Austrália e no Reino Unido. Foi bem recebida pelos críticos e citada como um destaque do álbum.
O videoclipe, dirigido por James Foley, mostra a segunda transformação visual de Madonna, apresentando-a com um corpo mais tonificado e musculoso e com um cabelo loiro e curto. Seu enredo se baseia em Madonna tentando contar para seu pai sobre sua gravidez. As imagens são intercaladas com cenas de Madonna dançando em um estúdio escuro e Madonna tendo uma noite romântica com seu namorado. Foi indicado para dois MTV Video Music Awards. Madonna apresentou "Papa Don't Preach" em quatro de suas turnês, nomeadamente na Who's That Girl Tour, Blond Ambition World Tour, The Re-Invention Tour, The MDNA Tour e mais recentemente em sua Madame X Tour.
Após seu lançamento, organizações feministas e outras do campo de planejamento familiar criticaram Madonna por, na visão deles, encorajar a gravidez na adolescência, enquanto grupos contrários ao aborto a viam como uma mensagem positiva pró-vida. A canção também lhe causou o primeiro conflito com o Vaticano, porque ela dedicara a música ao Papa João Paulo II, que pediu ao público italiano que boicotassem os concertos da Who's That Girl Tour, na Itália. Em 2002, a canção foi gravada em uma versão hard rock pela cantora britânica Kelly Osbourne, e foi incluída como uma faixa bônus de seu álbum de estreia Shut Up.

## Antecedentes e desenvolvimento
Durante o inverno de 1985, Madonna começou a compor e a gravar músicas para seu terceiro álbum de estúdio, True Blue. Ela trouxe novamente Steve Bray e um novo colaborador, Patrick Leonard, para ajudá-la a co-escrever oito das nove faixas do álbum. A primeira faixa do disco, "Papa Don't Preach", foi escrita por Brian Elliot, que a descreveu como "uma canção de amor, talvez moldada de uma forma um pouco diferente." A canção foi baseada em uma fofoca adolescente que ele ouviu do lado de fora do estúdio, que tem uma grande janela na parte da frente, que serve como uma espécie de espelho, onde alunas do North Hollywood High School, em Los Angeles, param para arrumar os cabelos e bater papo. A canção foi enviada a Madonna por Michael Ostin, o mesmo executivo da Warner Bros., que revelou ao mundo "Like a Virgin". Madonna apenas contribuiu com algumas pequenas revisões na letra, fazendo "Papa Don't Preach" a única música no álbum em que Madonna não teve uma participação forte na composição. Em 2009, durante uma entrevista para a Rolling Stone, o entrevistador Austin Scaggs perguntou a Madonna o que a música significava para ela. Ela respondeu dizendo:
| “ | [A música] se encaixa na minha postura da época, a de enfrentar autoridades masculinas, seja o Papa, a Igreja Católica ou o meu pai e seus costumes patriarcais e conservadores. [...] Havia tantas opiniões para 'Papa Don't Preach' - por isso achava-a tão boa. Ela é para 'smortion schema', como dizem em Knocked Up? Ela é contra o aborto, etc. | ” |

## Composição
"Papa Don't Preach" é uma música dance-pop com instrumentação de guitarras com cordas de aço, guitarras elétricas e guitarras rítmicas, instrumentos de teclas e instrumentos de cordas. É definida em tempo comum, e se move em andamento moderado com 116 batidas por minuto. A canção é escrita em fá menor, uma escolha pouco comum para uma música pop, mas frequentemente usada na música clássica, como na Sonata para piano n.º 23 de Beethoven. A combinação do andamento e da nota produz uma disjunção entre o ritmo clássico e pop, sublinhada pela instrumentação durante a introdução. A canção começa com um estilo nitidamente "vivaldiano", com um andamento rápido e uma progressão erudita de acordes, que antecipam a introdução da letra. Os primeiros acordes e a melodia enfatizam a tônica das notas principais: Fm–E♭–D♭–Cm–D♭–E♭–Fm–D♭–E♭–Fm, semelhante a um estilo barroco. A isto segue-se o som de dance music, produzido por uma forte batida dos instrumentos. O alcance vocal de Madonna vai de fá3 a dó5, dando-lhe um tratamento diferente do seu trabalho anterior, mais maduro, centrado e com uma tessitura mais baixa.
A letra mostra o interesse de Madonna na sua educação católica, pois o tema da canção é sobre uma garota adolescente que admite para seu pai que está grávida e recusa-se a provocar um aborto ou dar o bebê para adoção, apesar da pressão de seus amigos. Ela é construída em forma de verso-refrão, com uma ponte antes do terceiro e do refrão final. No começo ela se dirige direto ao pai, pedindo-lhe que fale com ela com uma adulta, "Mas você já deve saber que não sou mais um bebê". A transição para o refrão é feita com uma entoação mais dramática e numa tessitura mais alta, terminando quase em gritos enquanto canta a palavra "Please". Levando para o refrão, Madonna muda para uma voz de súplica, cantando o gancho principal da canção em tom elevado. Durante a ponte, o ritmo da música evidencia inspiração espanhola, um dos primeiros exemplos da influência da música latino-americana no estilo musical de Madonna.

## Crítica profissional
No geral, "Papa Don't Preach" recebeu elogios de críticos musicais e jornalistas. Davitt Sigerson, da revista Rolling Stone, em uma resenha do álbum True Blue, disse que se houver algum problema com o álbum "é a falta de músicas marcantes", acrescentando que "somente a grandiosa 'Papa Don't Preach' possui um gancho de alto nível comparável a 'Like a Virgin', 'Dress You Up' e 'Material Girl'." Stephen Thomas Erlewine, do banco de dados Allmusic, comentou que "[Madonna] usa a música para cativar os críticos, assim como ela cativou as massas com obras-primas como 'Papa Don't Preach'". Sam Sexton, autor de Desperately Seeking Madonna: The Meaning of the World's Most Famous Woman, destacou-a como a faixa "mais ousada" do disco e a adjetivou de "tensa e claustrofóbica" na qual "[Madonna] força seus aspirantes a considerar os riscos e responsabilidades que a sexualidade acarreta". Na opinião de Justin Chadwick, do Albumism, é "indiscutivelmente o mais inesquecível dos muitos momentos memoráveis" de True Blue. Escrevendo para o jornal britânico The Guardian, Caroline Sullivan chamou-a de "o primeiro single socialmente controverso de Madonna, e uma de suas melhores músicas. [...] Aos 28 anos na época, não foi sua primeira tentativa de interpretar uma personagem adolescente (ouça "Dress You Up"), mas foi a mais cativante".
David Browne, da Entertainment Weekly, opinou: "No papel, uma mulher de 30 anos cantando na voz de uma adolescente grávida parece ridículo. [...] No entanto, com a ajuda de colaboradores como Stephen Bray e Patrick Leonard, ela consegue se tornar uma canção pop perfeitamente concebida". Jornalista da mesma revista, Chuck Arnold classificou "Papa Don't Preach" na posição 21 em sua lista dos melhores singles da cantora e disse que "mostrou Madonna abordando uma questão social pela primeira vez [...] e com grande estilo". Guillermo Alonso, da edição espanhola da revista Vanity Fair, distinguiu-a como o nono melhor tema da sua discografia e declarou que tinha "os violinos mais irónicos dos anos oitenta" e que a sua temática lírica fazia com que Madonna "deixasse de pertencer à liga de Cyndi Lauper e entrasse na de Prince e Michael Jackson". Esta opinião foi compartilhada por Sal Cinquemani, da Slant Magazine. Em 2005, o Chicago Tribune ao compilar as "500 melhores músicas desde que você nasceu", classificou-a na posição 486. Em comemoração aos 60 anos da artista, Joe Morgan, do Gay Star News, a colocou em oitavo lugar ao catalogar suas 60 melhores músicas; a esse respeito, o profissional mencionou que era uma música "transcendente" que tornou a intérprete uma "estrela internacional por mérito próprio". Suas cordas icônicas e a súplica em sua voz se combinam para criar uma obra-prima pop".

"Provavelmente a melhor faixa de True Blue, "Papa Don't Preach" vai ao cerne de muito do que faz Madonna ser Madonna: sexo, rebelião contra o patriarcado e muito catolicismo. É uma música fantástica e sempre será uma das melhores. Não é surpresa que não só tenha alcançado o primeiro lugar [na Billboard Hot 100], mas também tenha passado duas semanas lá".

—Drew Mackie, da People, resenhando The Immaculate Collection em seu 25º aniversário.
Carlos del Amo, da agência de notícias espanhola EFE, considerou-a uma das melhores músicas de Madonna. De acordo com Nicole Hogsett, colaboradora e editora do site Yahoo!, "Papa Don't Preach" provou que ela "poderia abordar assuntos sérios sem perder seu som característico". O The Guardian, que reuniu as 25 melhores canções da artista, era o 5.º melhor, com o jornalista Jude Rogers o descrevendo como "glorioso" e destacando a "determinação" nos vocais da cantora e o arranjo de cordas que "lhe dá uma autoridade cinematográfica". Paul Schrodt, da Slant Magazine, argumentou que "pode muito bem ser a única música sobre não fazer um aborto que também parece rebelde, até mesmo perigosa [...] [Madonna] raramente soou mais apaixonada". Os autores Alan Metz e Carol Benson, em The Madonna Companion: Two Decades of Commentary, comentaram que ela "canta em um tom apaixonado e jovem que torna os apelos do tema imediatos e críveis". Robert Christgau expressou que a artista "não tem mais a voz do típico adolescente tenso" e que "o conteúdo antiaborto de 'Papa Don't Preach' não é indiscutível, e, por definição, não tornaria a música ruim se fosse — a ambiguidade é uma saída fácil em vez de ser uma porta aberta —, o que é ruim". Em uma análise álbum por álbum da carreira de Madonna, os jornalistas da EMOL, Iñigo Diaz e David Ponce declararam que com músicas como "Live to Tell", "Open Your Heart", "La Isla Bonita" e "Papa Don't Preach", todas incluídas em True Blue, "uma nova geração de sucessos começou". Do Medium, Richard LeBeau chamou-a de "a maior controvérsia de Madonna na época [...] as letras são sofisticadas e sua performance vocal em registro mais baixo transmite perfeitamente seu poder".
Para Ed Masley, do The Arizona Republic, foi uma  música dançante ricamente orquestrada" que também representou "um grande crescimento artístico" para a artista. Samuel R. Murrian, da revista Parade, disse que "não apenas aborda um assunto complicado com a humanidade e a seriedade que ele merece, mas também apresenta um gancho pop incrível". Em seu livro Enciclopedia Gay, Ignacio D'Amore e Mariano López afirmaram que a canção também poderia ser interpretada como uma defesa de um relacionamento amoroso. Sebas E. Alonso, do portal espanhol Jenesaispop, incluiu-a na décima sétima posição entre as quarenta melhores de Madonna, e mencionou que "parece ser mais um "Eu farei o que eu quiser" e contém uma inicial emocionante "Papai, eu sei que vou te decepcionar", que foi adotada por muitos homossexuais para tentar se assumir em casa". Da mesma forma, o jornal espanhol ABC a escolheu como a quarta melhor música de sua intérprete e expressou que o tema antiaborto era "muito forte para o puritanismo americano dos anos oitenta". Na 29.ª edição dos Grammy Awards, "Papa Don't Preach" foi indicado na categoria Melhor Performance Pop Vocal Feminina, mas perdeu para The Broadway Album, de Barbra Streisand.

## Vídeo musical

### Desenvolvimento e sinopse

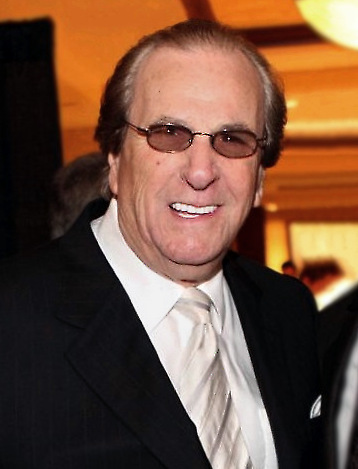
O ator Danny Aiello (foto) interpretou o pai de Madonna no vídeo.

O videoclipe de "Papa Don't Preach" foi dirigido por James Foley, com quem Madonna já havia trabalhado em "Live to Tell". A equipe incluiu David Naylor e Sharon Oreck na produção, enquanto Michael Ballhaus ficou encarregado da cinematografia. Tendo acabado de fazer os vídeos "glamourosos e estilizados" para "Material Girl" e "Like a Virgin", para "Papa Don't Preach", a intérprete queria "entrar em um ambiente de classe trabalhadora " e fazer algo "um pouco mais pé no chão e 'dramático'", então Foley sugeriu filmar em  Staten Island. As filmagens duraram três dias, com uma balsa sendo usada para um; o diretor lembrou que "havia milhares de pessoas e paparazzi e tudo".  Ela escolheu o ator Danny Aiello para interpretar seu pai no visual. Aiello lembrou que não pensava em Madonna como uma "estrela da música ou rainha da fofoca dos tabloides. Estávamos filmando um drama, então eu via nós dois através de nossos personagens". Ele também revelou que concordou em estrelar o projeto como um favor ao ator Sean Penn ― marido da cantora na época ― e porque sua filha era fã dela. Alex McArthur ― que Madonna tinha visto no filme Desert Hearts de 1985 ― foi escalado como seu interesse romântico. "Eu estava na garagem trabalhando na minha Harley [...] Atendi o telefone e uma voz disse: 'Oi, aqui é Madonna. Gostaria que você estivesse no meu próximo vídeo'", lembrou McArthur. As amigas da cantora, as atrizes Debi Mazar, Bianca Hunter e a dançarina Erika Belle, também participaram.
De acordo com Samuel R. Murrian, o vídeo marcou a primeira "transformação de imagem da cabeça aos pés" de Madonna. Não usando mais joias pesadas e maquiagem forte, ela adotou um visual gamine, semelhante ao usado por Shirley MacLaine e Audrey Hepburn na década de 1950. Seu corpo também estava mais magro e musculoso. O enredo principal do vídeo gira em torno de uma adolescente ítalo-americana (Madonna) com uma gravidez inesperada que busca a aprovação de seu pai. O autor David James observou que a cantora queria "ter certeza de que o mundo pudesse ver que ela estava se exercitando muito, [e] não era mais uma 'vagabunda' fútil", então filmagens adicionais dela cantando foram filmadas. Foley explicou como essa ideia surgiu:
| “ | Nós literalmente pegamos o roteiro da letra da música, e lembro de ter hesitado um momento sobre fazer isso porque a maioria dos vídeos não são interpretações literais das letras. Mas eu simplesmente senti que era algo que se ligava ao desejo dela de mergulhar no mundo da classe trabalhadora. [Nós] tivemos a ideia de que deveria haver um segmento do vídeo onde ela fosse Madonna — não a personagem da história — e é por isso que há os cortes em preto e branco dela dançando no refrão. | ” |

### Sinopse

Três das sequências do vídeo de "Papa Don't Preach", na qual Madonna é vista olhando para seu interesse amoroso (acima), contando ao seu pai sobre sua gravidez (meio) e cantando e dançando em um fundo preto (meio e abaixo).

O videoclipe, envolve três tipos de narrativas: o romance da cantora com um mecânico em que aparece com cabelos mais livres, maquiagem leve e
roupas largas, incluindo uma camiseta com a frase "Italians Do It Better", já apresentando uma conotação sexual para o vídeo; a relação dela com o seu pai apresentando imagens desde criança (como se fossem de um arquivo familiar) e posteriormente já como jovem tentando contar para ele que está grávida, com os cabelos e roupas mais desgrenhados; e ela dançando em um estúdio com os cabelos mais cacheados, maquiagem mais forte e uma roupa preta justa, que mostra seu corpo mais tonificado. No que diz respeito a como se delineia o espaço do cenário do videoclipe, a história desenvolve-se em uma região de subúrbio estadunidense que é apresentado logo nos primeiros segundos através de uma sequência de cenas que incluem: o afastamento da câmera da Ilha de Manhattan, já mostrando que a história narrada irá se passar longe desse grande centro; a aproximação com uma área portuária com pessoa andando e uma praça repleta de pombos voando e onde aparecem pessoas realizando atividades cotidianas, como passear com um carrinho de bebê. Esse ambiente do subúrbio vai ser retratado em diversos momentos do videoclipe, em que ocorrem interações dela com as amigas e o romance com um jovem mecânico da região.
Outro espaço que aparece nessa trama é a casa da personagem, o que ocorre em dois momentos. O primeiro é com ela ainda criança, repleta de desenhos nas paredes da sala, cenas na cozinha e no jardim brincando e interagindo com o pai, além dele observando-a dormindo no quarto. O segundo momento é no desfecho da narrativa, quando há a reconciliação entre a personagem e seu pai. Tal fato só acontece quando este decide ceder, o que dá maior destaque ainda à postura forte e empoderada da filha, enfatizando sua autonomia no que diz respeito à decisão acerca de seu corpo. A cena tem início com a cantora apreensiva dando a notícia no sofá da sala com diversas fotos de sua infância ao fundo, em quadros na parede (onde antes ficavam os desenhos dela criança). O pai se levanta assustado e, a partir daí, tem início uma sequência composta por pequenas cenas em que é possível ver cada um em ambientes separados por uma parede, ao contrário da fase dela criança em que estavam sempre juntos nos espaços. Essa disposição dos personagens é realizada, portanto, com o intuito de demonstrar um distanciamento nessa relação. Por fim, após um tempo de reflexão sobre o assunto, o pai vai ao quarto da
filha (claramente ambientado como um quarto adolescente) e a abraça, oferecendo-lhe apoio. Ou seja, existem signos que aparecem em ambos momentos, de modo a gerar uma ideia de continuidade da transição etária da personagem.

### Recepção e análises
Abordando a temática de gravidez indesejada, [o vídeo de 'Papa Don't Preach'] teve um enredo forte, e apresentou Madonna como uma artista que poderia ser séria, sensual e divertida. É um testamento do estrelato dela a este ponto que o vídeo trouxe bastante atenção simplesmente porque ela pintou os cabelos de loiro.

—Ben Kelly, do The Independent, em sua listagem dos dez melhores vídeos de Madonna.
"Papa Don't Preach" venceu o MTV Video Music Award na categoria Melhor Vídeo Feminino na edição de 1987, concorrendo contra outro de Madonna, "Open Your Heart", sendo indicado também em Melhor Cinematografia e Melhor Desempenho Geral. A obra foi incluída nos álbuns de compilação de Madonna, como The Immaculate Collection (1990) e Celebration: The Video Collection (2009). Recebeu também comentários positivos da crítica especializada. Stephen Holden chamou a atuação da artista de "virtuosa [...] como Michael Jackson em 'Billie Jean', a música e seu vídeo têm uma ressonância iconográfica que pode levar [sua] carreira a um patamar ainda mais alto". A autora Mary Gabriel acrescentou que compartilhava a "tensão dramática" e os temas da música: "Amor, desejo, excitação, confusão, isolamento, medo ―mas nunca vergonha. E isso foi um avanço. Em gestações adolescentes reais, as meninas são as 'pecadoras' que carregam sua vergonha. A personagem grávida de Madonna não tem nenhuma". Gabriel também acrescentou que a cantora começou a ser comparada ao colega Bruce Springsteen por supostamente "falar com mulheres e meninas da classe trabalhadora da mesma forma que [Springsteen] falava com homens e meninos da classe trabalhadora".
De acordo com a redação da Rolling Stone, foi nele em que Madonna começou a "tratar o conceito de vídeo musical como um curta-metragem em vez de um clipe promocional"; eles também elogiaram a sua aparência "sem glamour" por encaixar-se "adequadamente" com o tópico da canção. Para Hal Marcovits, autor do livro The History of Music Videos (2012), a obra marcou um "grande distanciamento" do que o público estava acostumado a ver nos vídeos da cantora até então, pois "na maioria dos vídeos, ela promovia seu apelo sexual, geralmente desfilando por suas danças fortemente coreografadas em saltos-altos e com poucas roupas". Análises em retrospecto o colocaram dentre os melhores da videografia da artista: Mike Neid, do Idolator, por exemplo, considerou-o o quarto melhor, destacando a relação da cantora com seu pai transparecida na tela e a prezando por "mostrar um lado mais sério de sua artisticidade". Para as revistas The Backlot e Parade, este era o seu décimo sexto e décimo quinto melhor videoclipe, respectivamente. Louis Virtel, escrevendo para o primeiro, destacou a "séria angústia Ciccone" da cantora e sentiu que era a "urgência em [sua] atuação [que] da forma a este vídeo". A Slant Magazine posicionou "Papa Don't Preach" em 12º lugar. Escrevendo para o The Odyssey, Rocco Papa o ranqueou na quarta posição e destacou as vistas panorâmicas de Nova Iorque.
"Papa Don't Preach" é também considerado um dos videoclipes mais controversos de Madonna por Daniel Welsh e Sal Cinquemani do HuffPost. Sal Cinquemani, em artigo da Billboard, em uma listagem similar, escreveu que nele está a sua "primeira polêmica genuína em vídeos". A jornalista Ellen Goodman referiu-se a obra como um "comercial para gravidez na adolescência", criticando-o por "glamorizar" tal temática, escrevendo que "o namorado [dela] é um cara dos sonhos com consciência e moral, enquanto o pai é amável, apoiador e de bom humor". Ela também argumentou que poucas gravidezes teriam um apoio semelhante de seus namorados e famílias, destacando que "essa imagem de 'felizes para sempre' tem tão a ver com a realidade de adolescentes quanto a imagem (bem torneada) de Madonna tem a ver com a gravidez" e pedindo que a artista "parasse com a propaganda". A cantora Cyndi Lauper teve um posicionamento similar, opinando: "Se você é uma adolescente grávida: primeiro, você não vai se parecer com Madonna. Número dois, não será fácil; os pais nem sempre lhe darão suas bênçãos. O cara que te engravidou nem sempre vai ficar na sua vida". No entanto, ela elogiou Madonna por deixar claro que "[as mulheres] sempre têm o direito de escolha".
Autor de Madonna as Postmodern Myth (2002), Georges-Claude Guilbert disse ter sido difícil para ele acreditar que a artista "não causaria uma grande polêmica com esse vídeo. [...] Com a música e o vídeo, ela estava esfregando na cara dos Estados Unidos a imagem de um país devastado pelo debate do aborto, que está longe de se resolver". Ele a viu como "pró-escolha", escrevendo que "[ela] considera que uma mulher (de qualquer idade) deve escolher em recorrer ou não ao aborto sem prestar atenção à pressões externas. Nenhum representante do movimento feminista ou do patriarcado ditará sua conduta". No livro The Fiction of America: Performance and the Cultural Imaginary in Literature and Film (2013), Susanne Hamscha argumentou que o trabalho oscila entre as ideologias conservadoras e progressistas, privadas e públicos, feminismo e patriarcado e "independência feminina e a necessidade de aprovação paterna". De igual forma, a autora sentiu que na obra o aborto é "explicitamente" retratado em termos de "esfera pública/privada", e notou como a personagem da cantora "glorifica o consentimento dos pais".

## Apresentações ao vivo

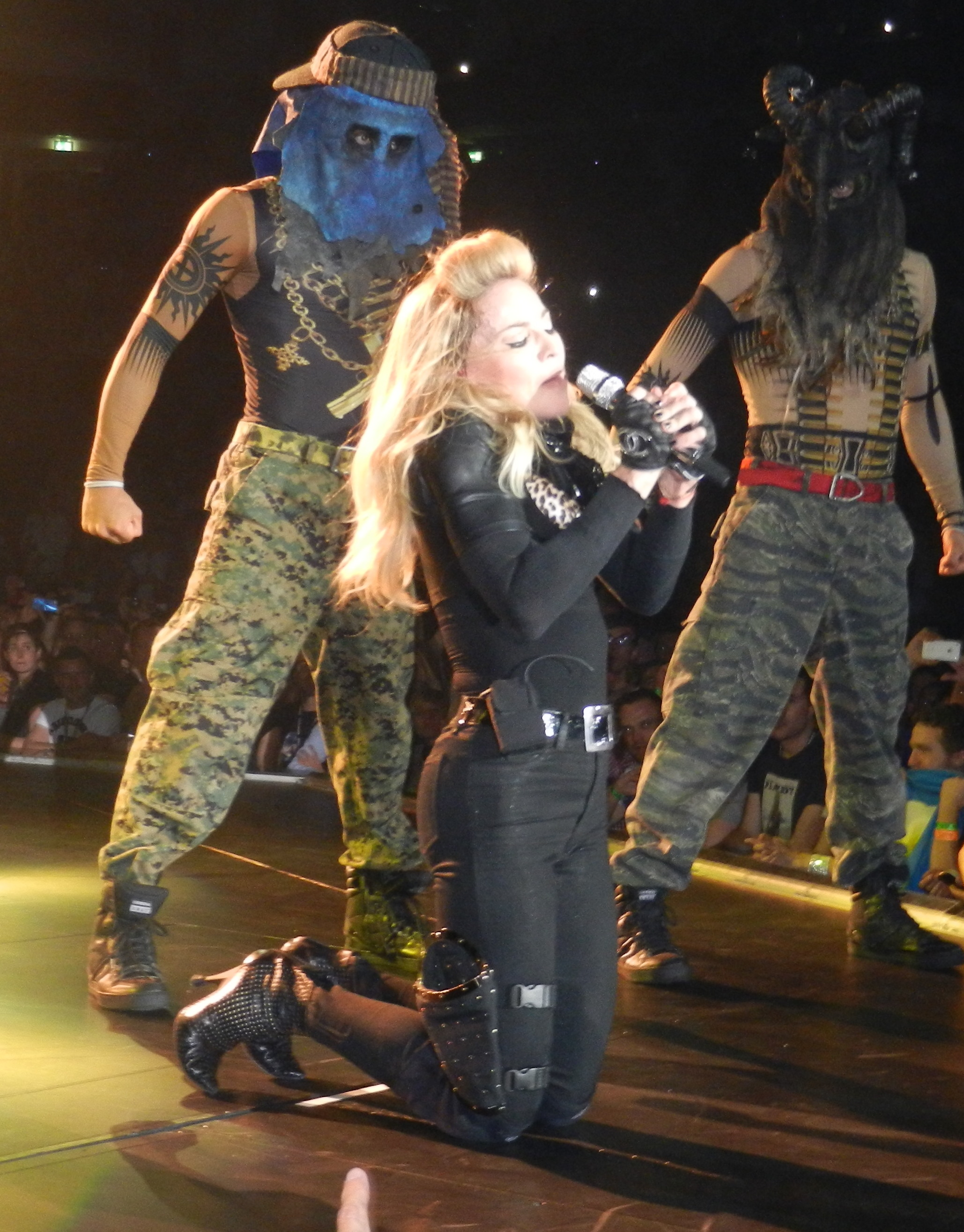
Madonna cantando "Papa Don't Preach" na The MDNA Tour.

Madonna cantou a música em seis de suas turnês mundiais. A primeira apresentação foi em 1987, na Who's That Girl Tour, onde ela dançava em volta do palco com um vestido branco em estilo espanhol desenhado por Marlene Stewart, e uma jaqueta de couro preta semelhante à que ela usou no videoclipe da música. O vídeo de fundo mostrava imagens do Papa João Paulo II e o então presidente dos Estados Unidos, Ronald Reagan, juntamente com cenas do curta-metragem de John Perry III, The Nightmare, terminando com as palavras "Safe Sex" ("sexo seguro"), no momento em que Madonna encerrava a canção. Ela dedicou a canção ao Papa, fazendo deste seu primeiro conflito com o Vaticano, uma vez que ele pediu que os católicos italianos boicotassem os concertos. Duas apresentações diferentes da canção nesta turnê podem ser vistas nos álbuns de vídeo Who's That Girl - Live in Japan, filmado em Tóquio no dia 22 de julho de 1987, e no Ciao, Italia! - Live From Italy, filmado em Turim, Itália no dia 4 de setembro de 1987.

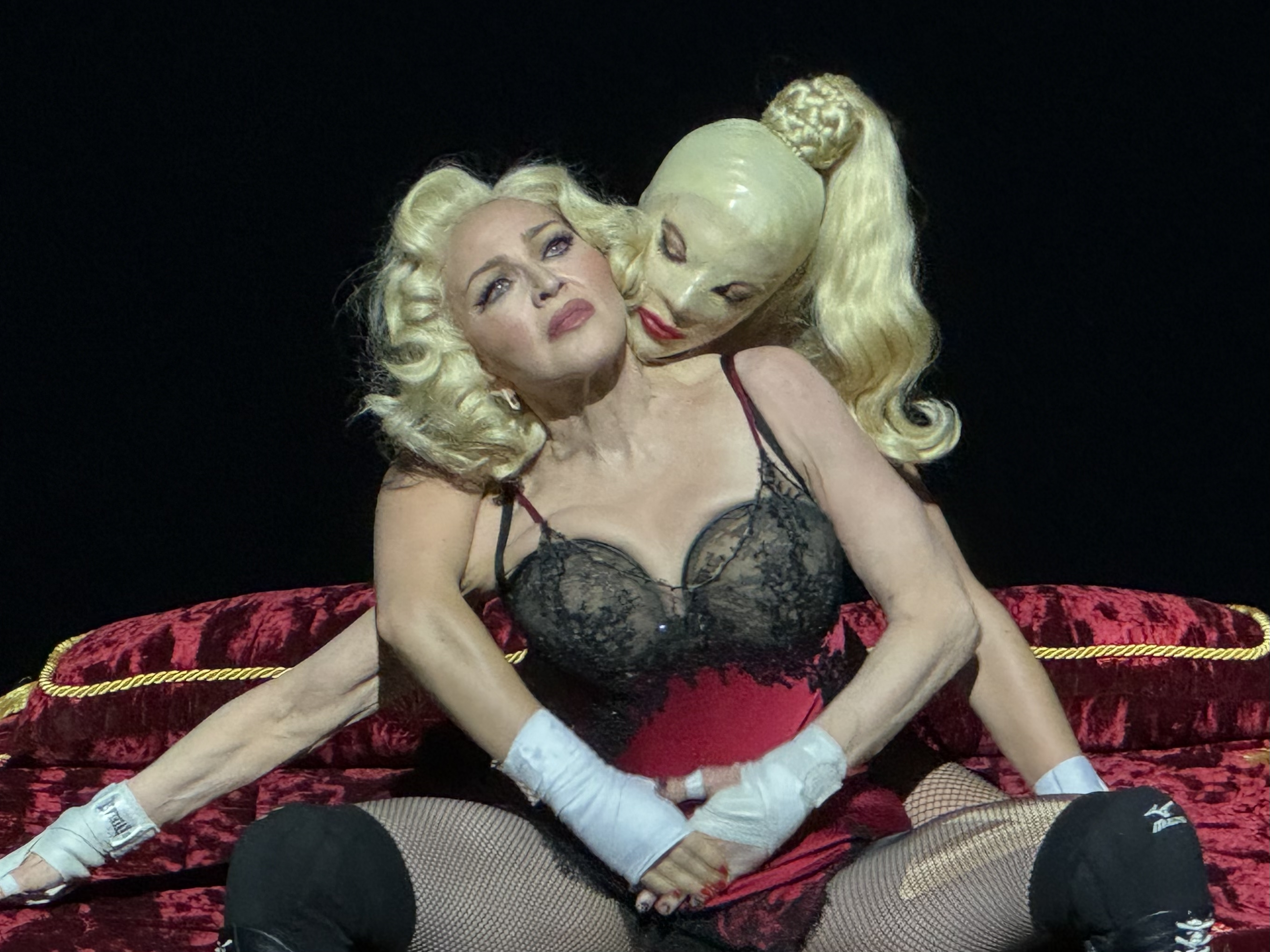
Elementos de "Papa Don't Preach" foram incorporados à performance de "Erotica" (1992) na the Celebration Tour (2023―2024).

Três anos depois, na Blond Ambition World Tour, ela evocou imagens católicas durante a apresentação de "Papa Don't Preach". Ela usava uma caftan preta e dançava energeticamente com um acompanhamento de seis bailarinos, com uma plataforma cheia de velas votivas em segundo plano. Duas performances diferentes foram gravadas e lançadas em vídeo, no Blond Ambition - Japan Tour 90, gravado em Yokohama, Japão, no dia 27 de abril de 1990, e na Live! - Blond Ambition World Tour 90, gravada em Nice, França, no dia 5 de agosto de 1990. Em 2004, durante a The Re-Invention Tour, a artista realizou a canção com um kilt escocês e uma camiseta que dizia "Kabbalists do it Better" (Cabalistas são os Melhores) na maioria dos shows, e camisetas que diziam "Brits do it Better" (Britânicos são os Melhores) e "Irish do it Better" (Irlandeses são os Melhores) durante os concertos no Reino Unido e na Irlanda, inspiradas na camiseta que usou no videoclipe. A frase "Kabbalists do it Better" refere-se a religião adotada por Madonna, a Cabala. Em 2012, ela apresentou a canção em uma versão curta na The MDNA Tour. Ao final da mesma, a artista é sequestrada por soldados monstruosos. Em 6 de dezembro de 2016, cantou "Papa Don't Preach" como parte do quadro "Carpool Karaoke", do programa de televisão americano The Late Late Show with James Corden.
Na Madame X Tour, ela deu voz ao primeiro verso e refrão de "Papa Don't Preach" tendo como pano de fundo a pintura Susanna e os Anciãos (1610), de Artemisia Gentileschi, após um discurso em apoio ao direito da mulher sobre o aborto. Ela também mudou o trecho da letra "eu vou manter meu bebê" para "eu não vou manter meu bebê". Selena Fragassi, do Chicago Sun-Times, aplaudiu a cantora por transformar a música em uma "plataforma para crenças pró-escolha". A introdução de cordas da canção foi usada como uma coda durante a apresentação de "Erotica" (1992) na the Celebration Tour (2023―2024). Na sequência, Madonna simula ser masturbada por uma dançarina usando o espartilho desenhado por Jean-Paul Gaultier para a Blond Ambition e recria a coreografia de "Papa Don't Preach" daquela turnê. Ao revisar um dos shows ocorridos em Seattle, Michael Rietmulder do The Times, lamentou a ausência da versão completa da obra.

## Regravações
"Papa Don't Preach" foi regravada por diversos artistas. Em 2002, a cantora britânica Kelly Osbourne gravou juntamente com os membros da banda Incubus, Mike Einziger (guitarra), e Jose Pasillas (bateria), uma versão hard rock da música, que foi produzida pelo irmão dela, Jack Osbourne. Foi incluída como faixa bônus no seu primeiro álbum, Shut Up, e na trilha sonora do reality show The Osbournes, da MTV. Explicando a regravação, Osbourne disse: "Eu amo Madonna. Quem não ama?". A música foi um sucesso comercial: estreou no Reino Unido em setembro de 2002, chegando à 3ª posição. No resto da Europa a canção ficou dentro do top dez na Irlanda e na Finlândia, e entre os vinte primeiros na Suécia. Na Austrália a canção estreou em 3ª posição, e recebeu certificado de platina pela Australian Recording Industry Association (ARIA). Esta versão foi muito atacada pelos críticos de música, que sentiram que "não faz absolutamente sentido" e que ela "cheira a oportunismo". Também criticaram a colaboração da Incubus, descrevendo-a como "sem imaginação", e que "a sua presença deixou tudo uma confusão". Para promover o lançamento, Osbourne filmou um videoclipe em Los Angeles, sob a direção de Marcos Siega. Ela também apareceu no The Tonight Show with Jay Leno, e cantou o single ao vivo nos MTV Movie Awards de 2002, onde seu pai a apresentou ao público.
Em 1986, o cantor americano "Weird Al" Yankovic incorporou "Papa Don't Preach" em "Polka Party!", um dos medleys de polca retirados de seu álbum de mesmo nome. Danny Aiello, que interpretou o pai de Madonna no videoclipe, lançou "Papa Wants The Best For You", uma canção de resposta escrita por Artie Schroeck, contada do ponto de vista de um pai. De acordo com o ator, o pai e a filha de "Papa Don't Preach" pareciam "incapazes de conversar um com o outro sobre algo que mudaria suas vidas para sempre", então ele decidiu fazer sua própria declaração. Aiello gravou um vídeo para a música e até pediu para Madonna participar, mas ela recusou a proposta. Em 1987, a banda holandesa de heavy metal Angus lançou uma versão, sob o título "Papa Don't Freak!". No mesmo ano, a cantora canadense Céline Dion cantou a faixa em um programa de esquetes canadense, usando uma peruca loira e um traje preto sem alças como o que Madonna usou no vídeo. O grupo francês Mad'House fez uma versão eurodance da obra, que foi incluída no seu álbum Absolutely Mad, de 2002. Covers da canção em álbuns-tributo incluem The Music of Madonna, de Brook Barros (2005), e em uma versão da BO.DA' em ritmo de jazz no álbum Plays Madonna in Jazz (2007). "Papa Don't Preach" foi sampleada no início do single "Never Really Was" (2004), de Mario Winans. Em 2009, a série de televisão Glee também lançou uma versão cover, interpretada por Dianna Agron. Dez anos depois, o artista e ativista palestino Shahd Abusalama lançou "Madonna Don't Go", uma paródia que abordava o conflito israelo-palestino e instava a cantora a desistir de se apresentar no Festival Eurovisão da Canção.

## Impacto
À medida que a popularidade da música e do vídeo aumentava nos Estados Unidos, também aumentavam as críticas e o apoio que recebia de grupos preocupados com a gravidez e aborto. Os conservadores viram Madonna defendendo uma posição pró-vida; já outros, incluindo organizações femininas e pais, a criticaram por "promover" a gravidez na adolescência. Em julho de 1986, pouco depois do lançamento do vídeo de "Papa Don't Preach", Madonna comentou sobre a polêmica em torno da canção para o crítico musical do The New York Times, Stephen Holden:
| “ | "Papa Don't Preach" é uma canção-mensagem que todo mundo está levando para o lado errado. Imediatamente disseram que eu estava incentivando toda jovem garota a ficar grávida. Quando eu ouvi a canção pela primeira vez, eu pensei que era bobagem. Depois eu pensei, espera um minuto, a canção é na verdade sobre uma garota que está tomando uma decisão em sua vida. Ela tem uma relação muito próxima com o pai e quer manter essa proximidade. Para mim, ela é uma celebração da vida que diz "Eu te amo, pai, amo a este homem e a esta criança que está crescendo dentro de mim". Claro, quem sabe como isso vai acabar? Mas pelo menos ela começa positiva. | ” |

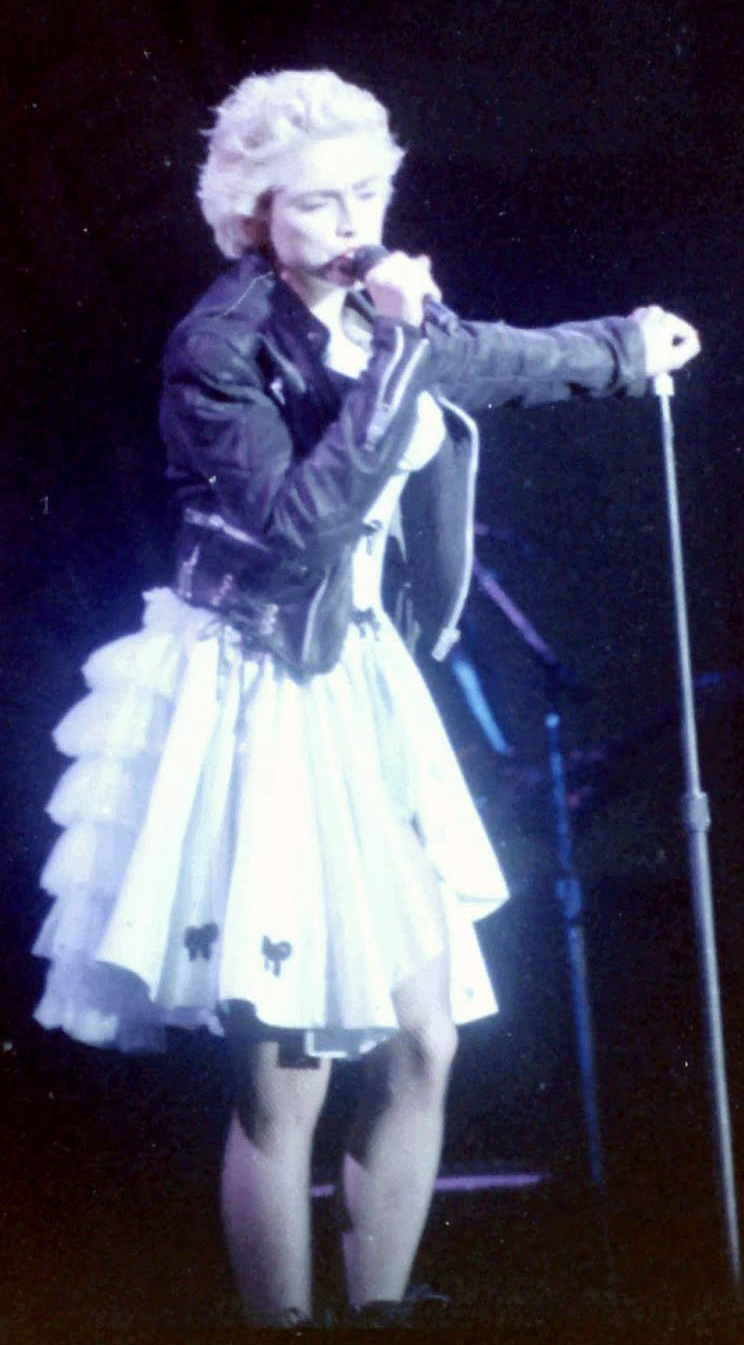
A apresentação da música nos shows da turnê Who's That Girl World Tour (1987) marcou o primeiro conflito de Madonna com o Vaticano.

As pessoas que criticaram a canção incluem a colunista Ellen Goodman, que chamou o vídeo de "um comercial para a gravidez na adolescência". A advogada feminista Gloria Allred, porta-voz da Organização Nacional das Mulheres, raivosamente pediu a Madonna para fazer uma declaração pública ou outra gravação apoiando o ponto de vista oposto. Alfred Moran, diretor executivo da Planned Parenthood, também criticou canção temendo que isso pudesse prejudicar os esforços para promover o controle de natalidade entre adolescentes e que incentivaria a gravidez na adolescência. Recordando como suas clínicas estavam em 1985 cheias de meninas com roupas que eram uma imitação do estilo de Madonna, Moran disse que a mensagem da canção é que "é legal ficar grávida e ter o bebê é a coisa certa e uma coisa boa, e não ouvir seus pais, a escola, quem diz o contrário - não reclame, papai. A realidade é que o que Madonna está sugerindo às adolescentes é um caminho para a pobreza permanente."
Em contraste, grupos contrários ao aborto, viram "Papa Don't Preach" com uma canção pró-vida. Susan Carpenter-McMillan, presidente da filial da californiana da Feminists for Life, disse que "o aborto é prontamente disponível em cada esquina para mulheres jovens. Agora o que Madonna está dizendo é, ei, há uma alternativa." Tipper Gore, uma das fundadoras do Parents Music Resource Center, que anteriormente denunciara Madonna pelo conteúdo sexual da letra do single "Dress You Up", e começara uma campanha contra o conteúdo explícito na música, elogiou a artista por falar abertamente sobre um assunto tão grave e uma questão social tão importante. O escritor da canção, Brian Elliot, comentou sobre o debate: "Eu só queria fazer dessa menina na canção um personagem simpático. Sendo pai, eu gostaria de ser acessível para os problemas dos meus filhos." Madonna evitou a polêmica e não comentou sobre o uso da canção como uma declaração antiaborto. Sua porta-voz, Liz Rosenberg, disse que a cantora "está cantando uma canção, não está tomando uma posição" adicionando que "sua filosofia é que as pessoas podem pensar o que querem". Nesse sentido, Joyce Millman escreveu no jornal Boston Phoenix: "['Papa Don't Preach'] são os melhores três minutos de Madonna, não apenas porque aborda a gravidez na adolescência, mas porque sugere que uma parte da culpa recai sobre a relutância dos pais em discutir, e não dar sermões, sobre sexo". Mary Gabriel observou como na década de 1980, Roe v. Wade e o assunto do aborto ainda eram "sobrecarregados pela direita religiosa, que mudou o foco para o feto. A mulher que o carregava tornou-se uma figurante problemática". Com "Papa Don't Preach", Madonna "devolveu a mulher ao centro do palco ―tornou-se sobre o que ela queria".

## Faixas e formatos
"Papa Don't Preach" foi lançado nos formatos de CD single, 7" Single, Maxi Single, 12" Edição limitada (Europa) e International CD video single. Os três primeiros possuem duas canções e os últimos três e quatro respectivamente. Todos contêm ao menos uma versão de "Papa Don't Preach" e uma outra música ("Ain't No Big Deal", "Think of Me" ou "Pretender").
| 7" Single |                     |         |  |
| N.º       | Título              | Duração |  |
| 1.        | "Papa Don't Preach" | 4:27    |  |
| 2.        | "Ain't No Big Deal" | 4:12    |  |

| 7" Single (Japão) |                     |         |  |
| N.º               | Título              | Duração |  |
| 1.                | "Papa Don't Preach" | 4:27    |  |
| 2.                | "Think of Me"       | 4:54    |  |

| 12" Maxi Single |                                      |         |  |
| N.º             | Título                               | Duração |  |
| 1.              | "Papa Don't Preach (Extended Remix)" | 5:43    |  |
| 2.              | "Pretender (LP Version)"             | 4:28    |  |

| 12" Edição limitada (Europa) |                                      |         |  |
| N.º                          | Título                               | Duração |  |
| 1.                           | "Papa Don't Preach (Extended Remix)" | 5:45    |  |
| 2.                           | "B1.Ain't No Big Deal"               | 4:12    |  |
| 3.                           | "B2.Papa Don't Preach (LP Version)"  | 4:27    |  |

| International CD video single |                                      |         |  |
| N.º                           | Título                               | Duração |  |
| 1.                            | "Papa Don't Preach (LP Version)"     | 5:43    |  |
| 2.                            | "Papa Don't Preach (Extended Remix)" | 4:12    |  |
| 3.                            | "Pretender (LP Version)"             | 4:28    |  |
| 4.                            | "Papa Don't Preach (Video)"          | 5:00    |  |

## Créditos
Lista-se abaixo os profissionais envolvidos na elaboração de "Papa Don't Preach", de acordo com o encarte de True Blue:
| - Brian Elliot: composição - Madonna: composição, produção, vocalista principal - Stephen Bray: produção, percussão, bateria, teclados, sintetizadores - David Williams: guitarra rítmica - Bruce Gaitsch: guitarra elétrica - John Putnam: violão, guitarra elétrica | - Fred Zarr: teclados adicionais - Johnathan Moffett: percussão - Billy Meyers: arranjo de cordas - Siedah Garrett: vocalista de apoio - Edie Lehmann: vocalista de apoio |

## Desempenho comercial
"Papa Don't Preach" foi lançado nos Estados Unidos em junho de 1986. Estreou no número 42 da Billboard Hot 100 e, oito semanas após seu lançamento, alcançou o topo da tabela; tornou-se o quarto single de Madonna a ocupar esse posto no país. Manteve a posição número um por duas semanas e passou outras 18 atualizações transitando na tabela. Também chegou até o número 4 e 16 nas paradas genéricas Hot Dance Club Songs na Adult Contemporary, respectivamente. Encerrou como a 29.ª canção com melhor desempenho na Billboard Hot 100 em 1986. Mais tarde, recebeu um certificado de platina pela Recording Industry Association of America (RIAA) reconhecendo vendas superiores a um milhão de unidades na nação. Em território canadense, na atualização emitida em 5 de julho de 1986, a música estreou no número 53 da tabela de singles publicada pela revista RPM. Alcançou o topo por duas semanas, em agosto, e totalizou 20 semanas de permanência na parada. Constou na posição 13 entre as canções com melhores resultados em 1986.
No Reino Unido, "Papa Don't Preach" foi lançado em 16 de junho de 1986. Fez sua estreia na 13.ª colocação da UK Singles Chart, antes de subir para o topo duas semanas depois. Com três semanas consecutivas de liderança, acumulou 15 edições na tabela. Desde então, a composição foi classificada pela British Phonographic Industry (BPI) com certificado de ouro — com vendas que já ultrapassam 600 mil cópias na nação — em agosto de 1986. Em toda a Europa a obra foi bem-sucedida, liderando o European Hot 100 Singles por 11 semanas. Alcançou a posição máxima também na Bélgica, Dinamarca, Grécia, Irlanda, Itália e Noruega, e constou entre os cinco primeiros colocados na Alemanha, Áustria, Espanha, França, Países Baixos e Suíça. Na Oceania, alcançou o topo da parada da Austrália.
| País — Tabela musical (1986)          | Posição de pico |
| ------------------------------------- | --------------- |
| África do Sul (Radio Orion)           | 4               |
| Alemanha (GfK Entertainment Charts)   | 2               |
| Austrália (Kent Music Report)         | 1               |
| Áustria (Ö3 Austria Top 40)           | 4               |
| Bélgica (Ultratop 50 de Flandres)     | 1               |
| Brasil (ABPD)                         | 9               |
| Canadá (RPM Single Chart)             | 1               |
| Dinamarca (IFPI Dinamarca)            | 1               |
| El Salvador (IFPI)                    | 2               |
| Espanha (PROMUSICAE)                  | 4               |
| Estados Unidos (Adult Contemporary)   | 16              |
| Estados Unidos (Billboard Hot 100)    | 1               |
| Estados Unidos (Hot Dance Club Songs) | 4               |
| Europa (European Hot 100 Singles)     | 1               |
| Finlândia (Suomen virallinen lista)   | 1               |
| França (SNEP)                         | 3               |
| Guatemala (IFPI)                      | 1               |
| Grécia (IFPI Grécia)                  | 1               |
| Islândia (RÚV)                        | 2               |
| Itália (Musica e dischi)              | 1               |
| Japão (Oricon)                        | 36              |
| Irlanda (IRMA)                        | 1               |
| Noruega (VG-lista)                    | 1               |
| Nova Zelândia (Recorded Music NZ)     | 3               |
| Países Baixos (Dutch Top 40)          | 2               |
| Países Baixos (Single Top 100)        | 1               |
| Panamá (UPI)                          | 1               |
| Portugal (AFP)                        | 1               |
| Reino Unido (UK Singles Chart)        | 1               |
| Suécia (Sverigetopplistan)            | 6               |
| Suíça (Schweizer Hitparade)           | 2               |

| País — Tabela musical (2000–10)    | Posição |
| ---------------------------------- | ------- |
| Estados Unidos (Billboard Hot 100) | 473     |

| País — Tabela musical (1986)        | Posição |
| ----------------------------------- | ------- |
| Alemanha (GfK Entertainment Charts) | 18      |
| Austrália (Kent Music Report)       | 9       |
| Áustria (Ö3 Austria Top 40)         | 21      |
| Bélgica (Ultratop de Flanders)      | 6       |
| Canadá (RPM Single Chart)           | 13      |
| Estados Unidos (Billboard Hot 100)  | 29      |
| Estados Unidos (Dance Club Songs)   | 29      |
| Europa (Hot 100 Singles)            | 1       |
| França (SNEP)                       | 35      |
| Itália (Musica e dischi)            | 6       |
| Noruega (VG-lista)                  | 9       |
| Nova Zelândia (Recorded Music NZ)   | 13      |
| Países Baixos (Single Top 100)      | 13      |
| Reino Unido (UK Singles Chart)      | 8       |
| Suíça (Schweizer Hitparade)         | 14      |

| Região | Certificação | Vendas     |
| --- | ------------ | ---------- |
| Bélgica (BEA) | Ouro         | 100 000*   |
| Estados Unidos (RIAA) | Platina      | 1 000 000‡ |
| França (SNEP) | Prata        | 250 000*   |
| Reino Unido (BPI) | Ouro         | 651 000    |
| *números de vendas baseados somente na certificação ^distribuições baseadas apenas na certificação ‡vendas+valores de streaming baseados somente na certificação |              |            |